# Cofradía de los Capitanes del Cabo de Hornos - Chile

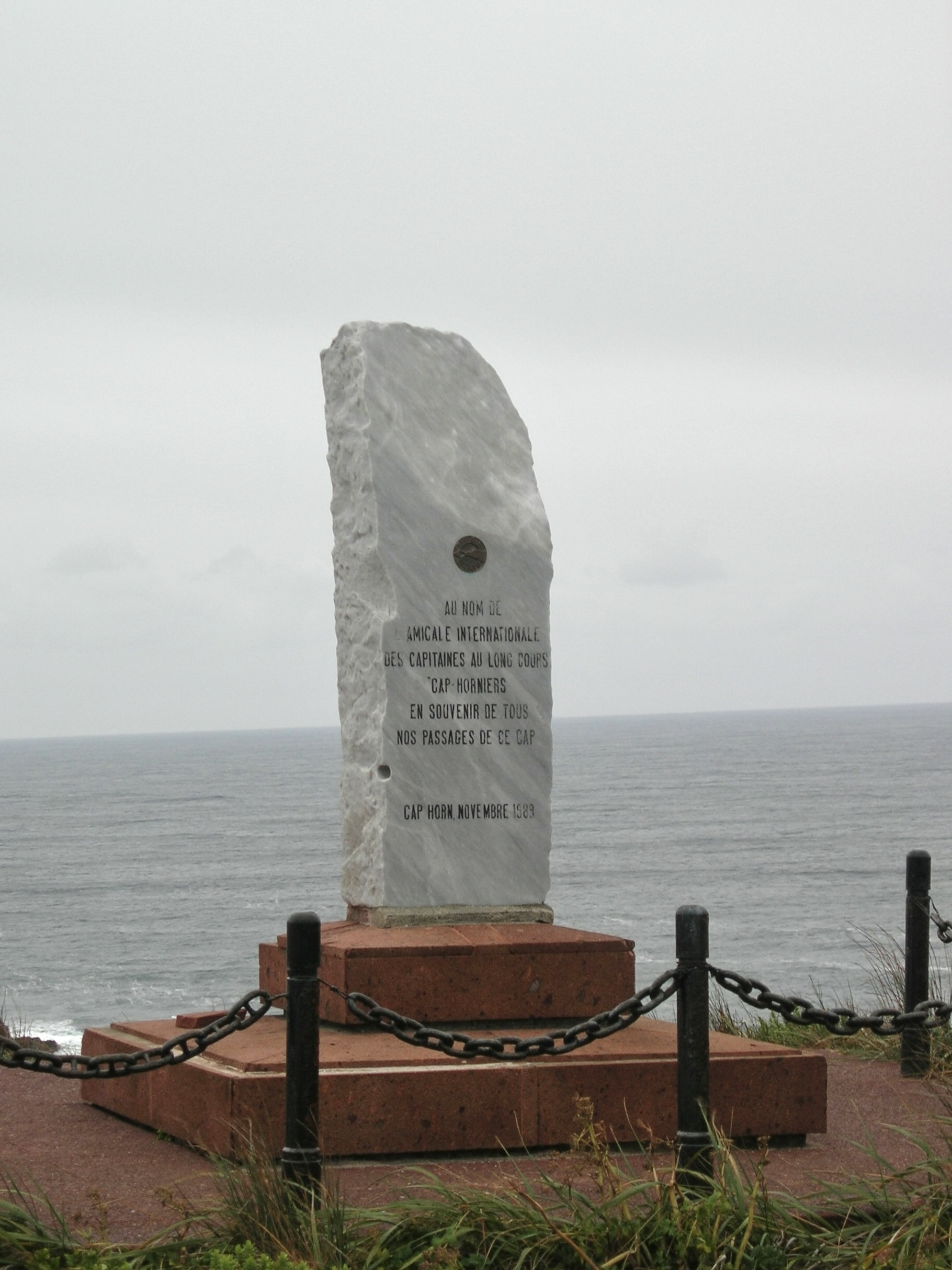
Monumento al marinero desconocido.

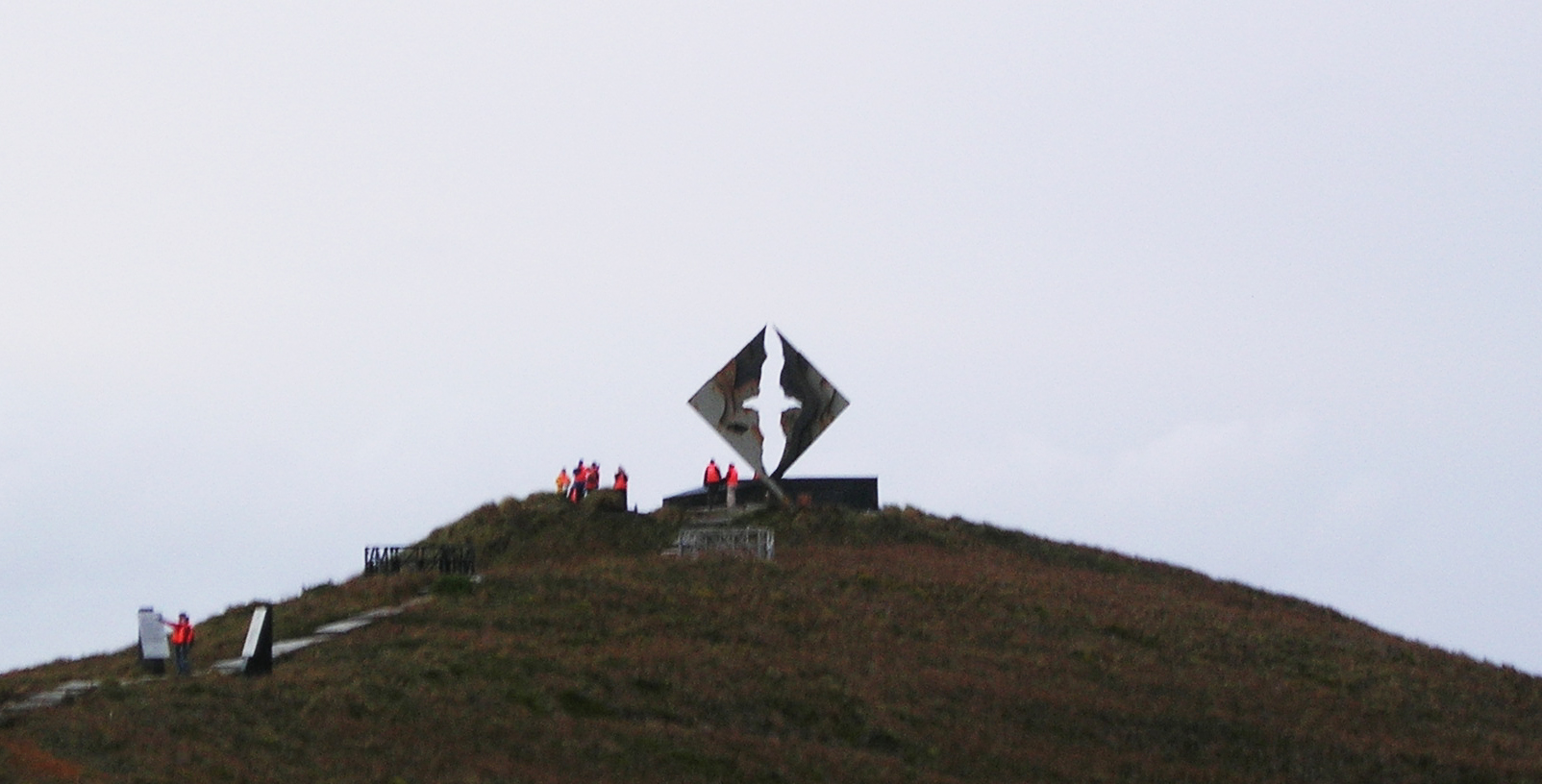
Monumento al Cabo de Hornos.

La Cofradía de los Capitanes del Cabo de Hornos - Chile fue fundada en Valparaíso, Chile, en noviembre de 1987.

## Antecedentes
En 1937, en Saint Malo, Francia, un grupo de capitanes de alta mar de antiguos veleros sin motor que habían navegado la ruta del Cabo de Hornos, formaron la Cofradía Internacional de los Capitanes del Cabo de Hornos (Amicale Internationale des Capitaines au Long Cours Cap Horniers) con el propósito de recordar aquellos peligrosos pero inolvidables viajes entre Europa y los puertos del Pacífico doblando el temido cabo.
Con el paso de los años, marinos de otros países, Cap hornier, que habían navegado la ruta del Cabo de Hornos imitaron a la cofradía francesa y formaron sus propias secciones, pero manteniendo el “espíritu de Saint Malo” de reforzar los lazos de amistad y recordar las inolvidables aventuras vividas durante esas penosas, pero también felices travesías.
El Cabo de Hornos, en la extremidad sur de la Isla Hornos, ubicada en territorio chileno ha sido desde hace muchos años también lugar de aventuras para los marinos chilenos; muchos de ellos lo han atravesado en innumerables oportunidades y otros cuantos han reaprovisionado el faro que la Armada mantiene en el cabo desde 1962.

## Fundación
Con fecha 17 de noviembre de 1987 varios marinos, de la Armada de Chile y de la Marina Mercante, que habían cruzado el meridiano del Cabo de Hornos al mando de sus naves, inspirados en el “espíritu de Saint Malo”, constituyeron en Valparaíso la Cofradía de los Capitanes del Cabo de Hornos, invitando a integrarse a ella a todos los marinos, mercantes o de la Armada, que hubiesen atravesado el Cabo de Hornos al mando de barcos o buques de superficie o sumergibles, autopropulsados o a vela, sin discriminación de tonelaje. Su primer presidente fue el vicealmirante don Jorge Sepúlveda Ortiz.

## Miembros
Esta es una organización exclusiva, de la clase alta chilena. Entre sus miembros está Luis Chadwick Vergara, miembro de la familia Chadwick que compró en 2000 parte de la Isla Jéchica, la cual administra su familia a través de la Sociedad de Desarrollo Jéchica Ltda.